# SPAD S.XX
SPAD S.XX – francuski dwumiejscowy samolot myśliwski w układzie dwupłatu z końcowego okresu I wojny światowej, zaprojektowany przez inż. André Herbemonta i zbudowany w wytwórni Société (anonyme) Pour L’Aviation et ses Dérivés (SPAD). Wyprodukowany w liczbie około 100 egzemplarzy S.XX używany był przez lotnictwo Aéronautique Militaire, a kilka maszyn służyło też w Japonii, Paragwaju i Boliwii.

## Historia
W 1918 roku Aéronautique Militaire złożyło zapotrzebowanie na nowy dwumiejscowy samolot myśliwski kategorii C2, mający osiągać prędkość maksymalną 220 km/h i pułap maksymalny 8000 metrów (praktyczny 5000 metrów), o masie użytecznej 375 kg. Do konkursu zgłoszono następujące konstrukcje: SEA IV, Hanriot HD.3 i właśnie SPAD S.XX. Został on skonstruowany przez inż. André Herbemonta we francuskiej wytwórni lotniczej Société (anonyme) Pour L’Aviation et ses Dérivés (SPAD) na bazie pochodzącego z 1917 roku projektu myśliwca SPAD S.XVIII, wyposażonego w silnik widlasty Hispano-Suiza 8G o mocy 220 kW (300 KM) i uzbrojonego w działko SAMC kalibru 37 mm. Samolot miał walczyć jako myśliwiec jednomiejscowy, jednak w założeniach miał mieć miejsce dla drugiego członka załogi. W kwietniu 1918 roku rozpoczęto budowę prototypu S.XVIII, jednak problemy z umieszczonym między blokami cylindrów działkiem i reduktorem silnika spowodowały zmianę napędu na standardowy silnik Hispano-Suiza 8Fb i uzbrojenia na dwa zsynchronizowane karabiny maszynowe Vickers kalibru 7,7 mm. Samolot miał bardzo dobry dostęp do silnika i jego osprzętu, a zbiorniki paliwa otrzymały zabezpieczenia, zapobiegające wybuchowi pożaru w przypadku ich uszkodzenia.
Oznaczenie tak zmienionego projektu zostało zmienione na S.XX, a jego prototyp został oblatany na lotnisku w Buc przez pilota doświadczalnego Josepha Sadiego–Lecointe 7 sierpnia 1918 roku. Prototyp uzyskał następujące osiągi: prędkość maksymalna 237 km/h na poziomie morza, 201 km/h na wysokości 6000 metrów, 195 km/h na wysokości 7000 metrów i 193 km/h na wysokości 7500 metrów, czas wznoszenia na wysokość 5000 metrów 15 minut 25 sekund i 21 minut 24 sekundy na wysokość 6000 metrów; osiągnięty podczas prób w locie pułap wynoszący 9800 metrów był ówcześnie rekordem świata pod względem wysokości lotu. Próby wojskowe, przeprowadzone we wrześniu na lotnisku w Vélizy-Villacoublay, ujawniły pewne niedoskonałości dotyczące uzbrojenia i rozmieszczenia zbiorników paliwa, a po ich usunięciu zdecydowano o rozpoczęciu produkcji seryjnej myśliwca, z zamiarem budowy 200 maszyn miesięcznie. Ostatecznie dowództwo Aéronautique Militaire zamówiło 300 samolotów S.XX, jednak po zawarciu traktatu wersalskiego, 2 października 1920 roku ograniczono zamówienie do 100 egzemplarzy, z których dostarczono 95. Osiągi dwumiejscowego S.XX były porównywalne do jednomiejscowego Nieuporta 29 – standardowego powojennego myśliwca francuskiego.
7 lipca 1921 roku oblatano prototyp wersji S.XX bis, która wyróżniała się wzmocnionym uzbrojeniem strzelca w postaci dwóch karabinów maszynowych, a w celu kompensacji dodatkowej masy miała powiększoną o 1,5 m² powierzchnię nośną oraz nieznacznie większy statecznik i usterzenie. Nie podjęto produkcji seryjnej tego wariantu, budując jedynie drugi prototyp. W latach 1919–1920 na bazie S.XX bis powstało sześć jednomiejscowych maszyn rajdowych (nazwanych od S.20bis–1 do S.20bis–6). 3 listopada 1920 roku na S.20bis–6 francuski pilot Bernard Barny de Romanet ustanowił światowy rekord prędkości lotu wynoszący 309,012 km/h.

## Użycie

### Lotnictwo francuskie
Myśliwce pod oznaczeniem wojskowym SPAD S.XXC2 trafiły na wyposażenie 2. pułku lotniczego (fr. 2ème Régiment d'Aviation) w Strasburgu, 32. mieszanego pułku lotniczego w Dijon (w eskadrach (fr. Escadrille) nr 5 i 6, wchodzących w skład grupy myśliwskiej) oraz 3. pułku lotnictwa myśliwskiego w Châteauroux (eskadry nr 1, 2 i 3 wchodzące w skład 1. grupy myśliwskiej i eskadry nr 5, 6 i 7 wchodzące w skład 2. grupy myśliwskiej). Samoloty wycofano ze służby pod koniec 1923 roku.

### Inne kraje
Dwa egzemplarze myśliwców SPAD S.XX bis sprzedano Japonii, gdzie służyły pod oznaczeniem Hei 2. Kilka sztuk trafiło też do Paragwaju, gdzie uczestniczyły w wojnie domowej w 1922 roku. Jeden egzemplarz został zakupiony przez rząd Boliwii.
W maju 1921 roku między zawarto umowę między Ministerstwem Spraw Wojskowych a spółką Francopol na budowę w Polsce myśliwców S.XX w liczbie 100 maszyn rocznie w okresie dwóch lat od momentu podpisania umowy. Z winy wykonawcy umowa została rozwiązana 30 grudnia 1924 roku.

## Opis konstrukcji i dane techniczne

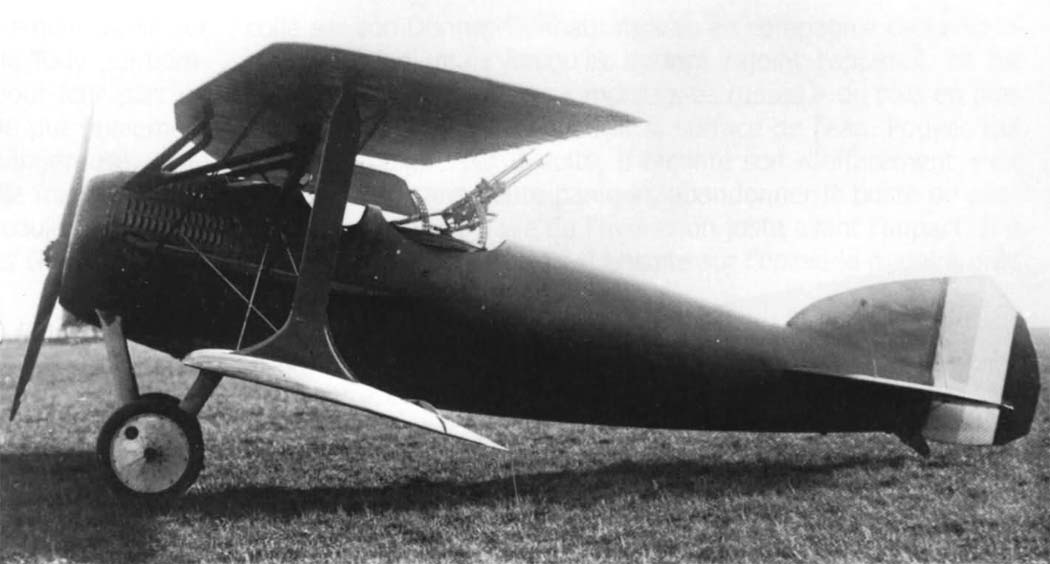
SPAD S.XX uzbrojony w dwa karabiny maszynowe strzelca

SPAD S.XX był jednosilnikowym, dwumiejscowym dwupłatem myśliwskim o konstrukcji drewnianej. Kadłub o konstrukcji skorupowej wykonany był z klejonych warstw forniru tulipanowca. Skrzydła dwudźwigarowe, drewniane, kryte płótnem, połączone pojedynczymi rozpórkami w kształcie litery „I”. Górny płat, o większej rozpiętości, był lekko odchylony do tyłu, dolny miał obrys prosty i wyposażony był w lotki. Rozpiętość wynosiła 9,8 metra, a powierzchnia nośna 29 m² (prototyp miał rozpiętość skrzydeł 9,772 metra, a powierzchnia nośna wynosiła 30 m²). Długość samolotu wynosiła 7,34 metra, a jego wysokość 2,87 metra (prototyp różnił się długością wynoszącą 7,2 metra). Masa własna wynosiła 867 kg, zaś masa całkowita (startowa) 1106 kg (masa własna prototypu wynosiła 850, a całkowita 1310 kg). Podwozie klasyczne, dwukołowe, stałe.
Napęd stanowił chłodzony cieczą 8-cylindrowy silnik widlasty Hispano-Suiza 8Fb o mocy 220 kW (300 KM), napędzający śmigło ciągnące. Prędkość maksymalna na poziomie morza wynosiła 242 km/h, zaś na wysokości 2000 metrów samolot rozwijał 229 km/h. Maszyna osiągała wysokość 2000 metrów w czasie 4 minut 36 sekund. Pułap maksymalny wynosił 8900 metrów.
Uzbrojenie składało się z dwóch stałych, zsynchronizowanych karabinów maszynowych Vickers kalibru 7,7 mm. Na stanowisku strzelca znajdował się ruchomy karabin maszynowy Lewis kalibru 7,7 mm (na egzemplarzach z wczesnej fazy produkcji) lub Vickers tego samego kalibru (umieszczony na obrotnicy T.0.3).